# Vivaise
Vivaise település Franciaországban, Aisne megyében. Lakosainak száma 662 fő (2022. január 1.). Vivaise Aulnois-sous-Laon, Besny-et-Loizy, Chéry-lès-Pouilly, Couvron-et-Aumencourt és Crépy községekkel határos.

## Népesség
A település népessége az elmúlt években az alábbi módon változott:
| Lakosok száma | 292  | 660  | 704  | 759  | 751  | 723  | 698  | 680  | 674  | 662  |
|               | 1968 | 1982 | 1990 | 2006 | 2013 | 2015 | 2017 | 2019 | 2020 | 2022 |